# سوزان لوي
سوزان لوي (بالإنجليزية: Susan Lowe)‏ هي ممثلة أمريكية، ولدت في 19 يناير 1948 في ريدسفيل في الولايات المتحدة.

## وصلات خارجية
- سوزان لوي على موقع IMDb (الإنجليزية)
- سوزان لوي على موقع قاعدة بيانات الفيلم (الإنجليزية)